# Villa Ibáñez
Villa Ibáñez é uma cidade da Argentina, localizada na província de San Juan